# Квалификация чемпионата мира по пляжному футболу 2015 (УЕФА)
Квалификация на чемпионат мира по пляжному футболу 2015 для зоны УЕФА — континентальный турнир по пляжному футболу, который проходил с 5 по 14 сентября 2014 года в Езоло (Италия).

## Регламент турнира
23 команды, 6 групп. Во второй этап выходят победители, вторые места и четыре «лаки-лузера» с третьих строчек. Они образуют ещё четыре группы по четыре команды, победители этих квартетов, собственно, и становятся участниками чемпионата мира. Они проведут между собой полуфиналы, 14 сентября состоялся финал, в котором определился победитель квалификации.

## Участвующие команды
24 команд подтвердили своё участие в предстоящем отборочном турнире, но перед началом турнира сборная Грузии отказалась от участия:
| Обозначения                                    |
| ---------------------------------------------- |
| Команда квалифицировалась на чемпионат мира    |
| Команда вылетела после второй групповой стадии |
| Команда вылетела после первой групповой стадии |

| Австрия     | Болгария | Грузия1 | Молдова  | Румыния  | Франция   |
| Азербайджан | Венгрия  | Испания | Норвегия | Словакия | Чехия     |
| Англия      | Германия | Италия  | Польша   | Турция   | Швейцария |
| Беларусь    | Греция   | Латвия  | Россия   | Украина  | Эстония   |

Жеребьёвка была проведена 18 июля 2014 года. Она разделила 24 команды на шесть групп по четыре команды в каждой.
1 Грузия отказалась от участия в квалификации чемпионата мира. Предполагалось, что её место в группе B займет Казахстан, но и они так же не смогли принять участие, и группа B состояла из 3 команд.

## Первая групповая стадия
| Обозначения                                                          |
| -------------------------------------------------------------------- |
| Команда выходит во второй групповой этап с первого или второго места |
| Команда выходит во второй групповой этап в качестве лаки-лузера      |

Время начала всех матчей указано по местному времени Езоло, (UTC+02:00).

### Группа A
| Команда | И | В | В+ | П | ГЗ | ГП | +/- | О |
| ------- | - | - | -- | - | -- | -- | --- | - |
| Италия  | 3 | 2 | 1  | 0 | 18 | 8  | +10 | 7 |
| Англия  | 3 | 2 | 0  | 1 | 13 | 12 | +1  | 6 |
| Греция  | 3 | 1 | 0  | 2 | 16 | 13 | +3  | 3 |
| Молдова | 3 | 0 | 0  | 3 | 13 | 27 | −14 | 0 |

| Англия | 5 : 3           | Греция |
| ------ | --------------- | ------ |
|        | Отчёт 1 Отчёт 2 |        |

| Молдова | 3 : 11          | Италия |
| ------- | --------------- | ------ |
|         | Отчёт 1 Отчёт 2 |        |

| Англия | 6 : 5           | Молдова |
| ------ | --------------- | ------- |
|        | Отчёт 1 Отчёт 2 |         |

| Италия   | 3 : 3 (доп. вр.) | Греция |
| -------- | ---------------- | ------ |
|          | Отчёт 1 Отчёт 2  |        |
| Пенальти |                  |        |
|          | 3 : 2            |        |

| Греция | 10 : 5          | Молдова |
| ------ | --------------- | ------- |
|        | Отчёт 1 Отчёт 2 |         |

| Италия | 4 : 2           | Англия |
| ------ | --------------- | ------ |
|        | Отчёт 1 Отчёт 2 |        |

### Группа B
| Команда  | И | В | В+ | П | ГЗ | ГП | +/- | О |
| -------- | - | - | -- | - | -- | -- | --- | - |
| Россия   | 2 | 2 | 0  | 0 | 7  | 3  | +4  | 6 |
| Беларусь | 2 | 1 | 0  | 1 | 4  | 5  | −1  | 3 |
| Турция   | 2 | 0 | 0  | 2 | 2  | 5  | −3  | 0 |

| Беларусь                                 | 2 : 1           | Турция        |
| ---------------------------------------- | --------------- | ------------- |
| В. Бокач 9′ (пен.) · И. Константинов 19′ | Отчёт 1 Отчёт 2 | С. Кескин 15′ |

| Россия                                                          | 3 : 1           | Турция           |
| --------------------------------------------------------------- | --------------- | ---------------- |
| А. Перемитин 11′ · К. Романов 25′ · Ю. Крашенинников 31′ (пен.) | Отчёт 1 Отчёт 2 | Э. Анзафоглу 15′ |

| Россия                                                      | 4 : 2           | Беларусь                       |
| ----------------------------------------------------------- | --------------- | ------------------------------ |
| Ю. Крашенинников 9′, 16′ · А. Папоротный 17′ · Д. Шишин 34′ | Отчёт 1 Отчёт 2 | И. Бриштель 1′ · О. Слаутин 9′ |

### Группа C
| Команда     | И | В | В+ | П | ГЗ | ГП | +/- | О |
| ----------- | - | - | -- | - | -- | -- | --- | - |
| Испания     | 3 | 3 | 0  | 0 | 23 | 4  | +19 | 9 |
| Азербайджан | 3 | 2 | 0  | 1 | 10 | 8  | +2  | 6 |
| Чехия       | 3 | 1 | 0  | 2 | 6  | 18 | −12 | 3 |
| Болгария    | 3 | 0 | 0  | 3 | 7  | 16 | −9  | 0 |

| Чехия | 1 : 4           | Азербайджан |
| ----- | --------------- | ----------- |
|       | Отчёт 1 Отчёт 2 |             |

| Испания | 8 : 1           | Болгария |
| ------- | --------------- | -------- |
|         | Отчёт 1 Отчёт 2 |          |

| Чехия | 5 : 4           | Болгария |
| ----- | --------------- | -------- |
|       | Отчёт 1 Отчёт 2 |          |

| Испания | 5 : 3           | Азербайджан |
| ------- | --------------- | ----------- |
|         | Отчёт 1 Отчёт 2 |             |

| Азербайджан | 3 : 2           | Болгария |
| ----------- | --------------- | -------- |
|             | Отчёт 1 Отчёт 2 |          |

| Испания | 10 : 0          | Чехия |
| ------- | --------------- | ----- |
|         | Отчёт 1 Отчёт 2 |       |

### Группа D
| Команда   | И | В | В+ | П | ГЗ | ГП | +/- | О |
| --------- | - | - | -- | - | -- | -- | --- | - |
| Швейцария | 3 | 3 | 0  | 0 | 25 | 5  | +20 | 9 |
| Франция   | 3 | 2 | 0  | 1 | 16 | 11 | +5  | 6 |
| Эстония   | 3 | 1 | 0  | 2 | 8  | 11 | −3  | 3 |
| Словакия  | 3 | 0 | 0  | 3 | 6  | 28 | −22 | 0 |

| Словакия | 0 : 14          | Швейцария |
| -------- | --------------- | --------- |
|          | Отчёт 1 Отчёт 2 |           |

| Франция | 4 : 1           | Эстония |
| ------- | --------------- | ------- |
|         | Отчёт 1 Отчёт 2 |         |

| Швейцария | 4 : 3           | Эстония |
| --------- | --------------- | ------- |
|           | Отчёт 1 Отчёт 2 |         |

| Франция | 10 : 3          | Словакия |
| ------- | --------------- | -------- |
|         | Отчёт 1 Отчёт 2 |          |

| Эстония | 4 : 3           | Словакия |
| ------- | --------------- | -------- |
|         | Отчёт 1 Отчёт 2 |          |

| Швейцария | 7 : 2           | Франция |
| --------- | --------------- | ------- |
|           | Отчёт 1 Отчёт 2 |         |

### Группа E
| Команда  | И | В | В+ | П | ГЗ | ГП | +/- | О |
| -------- | - | - | -- | - | -- | -- | --- | - |
| Украина  | 3 | 3 | 0  | 0 | 15 | 4  | +11 | 9 |
| Германия | 3 | 2 | 0  | 1 | 10 | 7  | +3  | 6 |
| Норвегия | 3 | 1 | 0  | 2 | 8  | 13 | −5  | 3 |
| Латвия   | 3 | 0 | 0  | 3 | 5  | 14 | −9  | 0 |

| Германия | 3 : 2           | Норвегия |
| -------- | --------------- | -------- |
|          | Отчёт 1 Отчёт 2 |          |

| Латвия | 1 : 4           | Украина |
| ------ | --------------- | ------- |
|        | Отчёт 1 Отчёт 2 |         |

| Германия | 5 : 1           | Латвия |
| -------- | --------------- | ------ |
|          | Отчёт 1 Отчёт 2 |        |

| Украина | 7 : 1           | Норвегия |
| ------- | --------------- | -------- |
|         | Отчёт 1 Отчёт 2 |          |

| Норвегия | 5 : 3           | Латвия |
| -------- | --------------- | ------ |
|          | Отчёт 1 Отчёт 2 |        |

| Украина | 4 : 2           | Германия |
| ------- | --------------- | -------- |
|         | Отчёт 1 Отчёт 2 |          |

### Группа F
| Команда | И | В | В+ | П | ГЗ | ГП | +/- | О |
| ------- | - | - | -- | - | -- | -- | --- | - |
| Румыния | 3 | 2 | 0  | 1 | 13 | 11 | +2  | 6 |
| Польша  | 3 | 2 | 0  | 1 | 12 | 11 | +1  | 6 |
| Венгрия | 3 | 1 | 0  | 2 | 8  | 8  | 0   | 3 |
| Австрия | 3 | 1 | 0  | 2 | 13 | 16 | −3  | 3 |

| Румыния | 4 : 2           | Венгрия |
| ------- | --------------- | ------- |
|         | Отчёт 1 Отчёт 2 |         |

| Австрия | 5 : 7           | Польша |
| ------- | --------------- | ------ |
|         | Отчёт 1 Отчёт 2 |        |

| Румыния | 5 : 7           | Австрия |
| ------- | --------------- | ------- |
|         | Отчёт 1 Отчёт 2 |         |

| Польша | 3 : 2           | Венгрия |
| ------ | --------------- | ------- |
|        | Отчёт 1 Отчёт 2 |         |

| Венгрия | 4 : 1           | Австрия |
| ------- | --------------- | ------- |
|         | Отчёт 1 Отчёт 2 |         |

| Польша | 2 : 4           | Румыния |
| ------ | --------------- | ------- |
|        | Отчёт 1 Отчёт 2 |         |

## Вторая групповая стадия
| Обозначения                                                    |
| -------------------------------------------------------------- |
| Команда вышла в плей-офф и квалифицировалась на чемпионат мира |

Время начала всех матчей указано по местному времени Езоло, (UTC+02:00).

### Группа I
| Команда  | И | В | В+ | П | ГЗ | ГП | +/- | О |
| -------- | - | - | -- | - | -- | -- | --- | - |
| Италия   | 3 | 2 | 1  | 0 | 17 | 8  | +9  | 8 |
| Беларусь | 3 | 2 | 0  | 1 | 13 | 8  | +5  | 6 |
| Эстония  | 3 | 1 | 0  | 2 | 11 | 16 | −5  | 3 |
| Польша   | 3 | 0 | 0  | 3 | 10 | 19 | −9  | 0 |

| Беларусь | 8 : 2           | Польша |
| -------- | --------------- | ------ |
|          | Отчёт 1 Отчёт 2 |        |

| Эстония | 3 : 8           | Италия |
| ------- | --------------- | ------ |
|         | Отчёт 1 Отчёт 2 |        |

| Беларусь | 3 : 2           | Эстония |
| -------- | --------------- | ------- |
|          | Отчёт 1 Отчёт 2 |         |

| Италия | 5 : 3 (доп. вр.) | Польша |
| ------ | ---------------- | ------ |
|        | Отчёт 1 Отчёт 2  |        |

| Польша | 5 : 6           | Эстония |
| ------ | --------------- | ------- |
|        | Отчёт 1 Отчёт 2 |         |

| Италия | 4 : 2           | Беларусь |
| ------ | --------------- | -------- |
|        | Отчёт 1 Отчёт 2 |          |

### Группа II
| Команда | И | В | В+ | П | ГЗ | ГП | +/- | О |
| ------- | - | - | -- | - | -- | -- | --- | - |
| Испания | 3 | 2 | 1  | 0 | 17 | 13 | +4  | 7 |
| Украина | 3 | 2 | 0  | 1 | 17 | 11 | +6  | 6 |
| Турция  | 3 | 1 | 0  | 2 | 9  | 13 | −4  | 3 |
| Франция | 3 | 0 | 0  | 3 | 6  | 12 | −6  | 0 |

| Украина | 5 : 1           | Франция |
| ------- | --------------- | ------- |
|         | Отчёт 1 Отчёт 2 |         |

| Турция | 3 : 6           | Испания |
| ------ | --------------- | ------- |
|        | Отчёт 1 Отчёт 2 |         |

| Украина | 6 : 4           | Турция |
| ------- | --------------- | ------ |
|         | Отчёт 1 Отчёт 2 |        |

| Испания | 5 : 4           | Франция |
| ------- | --------------- | ------- |
|         | Отчёт 1 Отчёт 2 |         |

| Франция | 1 : 2           | Турция |
| ------- | --------------- | ------ |
|         | Отчёт 1 Отчёт 2 |        |

| Испания  | 6 : 6 (доп. вр.) | Украина |
| -------- | ---------------- | ------- |
|          | Отчёт 1 Отчёт 2  |         |
| Пенальти |                  |         |
|          | 4 : 3            |         |

### Группа III
| Команда  | И | В | В+ | П | ГЗ | ГП | +/- | О |
| -------- | - | - | -- | - | -- | -- | --- | - |
| Россия   | 3 | 3 | 0  | 0 | 10 | 2  | +8  | 9 |
| Румыния  | 3 | 1 | 1  | 1 | 12 | 12 | 0   | 4 |
| Германия | 3 | 1 | 0  | 2 | 9  | 7  | +2  | 3 |
| Греция   | 3 | 0 | 0  | 3 | 6  | 16 | −10 | 0 |

| Румыния                         | 3 : 3 (доп. вр.) | Германия                                |
| ------------------------------- | ---------------- | --------------------------------------- |
| Г. Добре 8′, 22′ · И. Поште 14′ | Отчёт 1 Отчёт 2  | А. Лебх 6′ · К. Турк 7′ · О. Ромриг 24′ |
| Пенальти                        |                  |                                         |
| Мачи · Г. Добре                 | 2 : 0            | С. Вейрау · О. Ромриг                   |

| Греция | 0 : 3           | Россия                                           |
| ------ | --------------- | ------------------------------------------------ |
|        | Отчёт 1 Отчёт 2 | А. Шкарин 1′ · К. Романов 11′ · А. Перемитин 16′ |

| Румыния                                                 | 7 : 4           | Греция                                                                              |
| ------------------------------------------------------- | --------------- | ----------------------------------------------------------------------------------- |
| Мачи 3′, 15′, 30′, 33′, 36′ · И. Поште 5′ · Г. Добре 9′ | Отчёт 1 Отчёт 2 | С. Гритцалис 20′ · Т. Триантафиллидис 25′ · К. Папастатопулос 30′ · К. Карампас 36′ |

| Россия                            | 2 : 0           | Германия |
| --------------------------------- | --------------- | -------- |
| Ю. Горчинский 3′ · А. Макаров 11′ | Отчёт 1 Отчёт 2 |          |

| Германия | 6 : 2           | Греция |
| -------- | --------------- | ------ |
|          | Отчёт 1 Отчёт 2 |        |

| Россия                                                                  | 5 : 2           | Румыния                    |
| ----------------------------------------------------------------------- | --------------- | -------------------------- |
| И. Леонов 1′ · К. Романов 4′ · Ю. Крашенинников 24′, 26′ · Д. Шишин 27′ | Отчёт 1 Отчёт 2 | И. Поште 24′ · Ф. Ионуц 4′ |

### Группа IV
| Команда     | И | В | В+ | П | ГЗ | ГП | +/- | О |
| ----------- | - | - | -- | - | -- | -- | --- | - |
| Швейцария   | 3 | 3 | 0  | 0 | 18 | 8  | +10 | 9 |
| Венгрия     | 3 | 1 | 1  | 1 | 12 | 11 | +1  | 5 |
| Англия      | 3 | 0 | 1  | 2 | 10 | 17 | −7  | 2 |
| Азербайджан | 3 | 0 | 0  | 3 | 9  | 13 | −4  | 0 |

| Англия | 5 : 4 (доп. вр.) | Азербайджан |
| ------ | ---------------- | ----------- |
|        | Отчёт 1 Отчёт 2  |             |

| Венгрия | 3 : 6           | Швейцария |
| ------- | --------------- | --------- |
|         | Отчёт 1 Отчёт 2 |           |

| Англия | 2 : 5           | Венгрия |
| ------ | --------------- | ------- |
|        | Отчёт 1 Отчёт 2 |         |

| Швейцария | 4 : 2           | Азербайджан |
| --------- | --------------- | ----------- |
|           | Отчёт 1 Отчёт 2 |             |

| Азербайджан | 3 : 4 (доп. вр.) | Венгрия |
| ----------- | ---------------- | ------- |
|             | Отчёт 1 Отчёт 2  |         |

| Швейцария | 8 : 3           | Англия |
| --------- | --------------- | ------ |
|           | Отчёт 1 Отчёт 2 |        |

## Плей-офф за 13-16 места

### Полуфиналы
| Франция | 5 : 4           | Польша |
| ------- | --------------- | ------ |
|         | Отчёт 1 Отчёт 2 |        |

| Азербайджан | 6 : 3           | Греция |
| ----------- | --------------- | ------ |
|             | Отчёт 1 Отчёт 2 |        |

### Матч за 15-е место
| Польша | 3 : 2           | Греция |
| ------ | --------------- | ------ |
|        | Отчёт 1 Отчёт 2 |        |

### Матч за 13-е место
| Франция | 1 : 3           | Азербайджан |
| ------- | --------------- | ----------- |
|         | Отчёт 1 Отчёт 2 |             |

## Плей-офф за 9-12 места

### Полуфиналы
| Турция | 5 : 3           | Эстония |
| ------ | --------------- | ------- |
|        | Отчёт 1 Отчёт 2 |         |

| Германия | 5 : 2           | Англия |
| -------- | --------------- | ------ |
|          | Отчёт 1 Отчёт 2 |        |

### Матч за 11-е место
| Эстония  | 1 : 1 (доп. вр.) | Англия |
| -------- | ---------------- | ------ |
|          | Отчёт 1 Отчёт 2  |        |
| Пенальти |                  |        |
|          | 2 : 0            |        |

### Матч за 9-е место
| Турция | 5 : 4           | Германия |
| ------ | --------------- | -------- |
|        | Отчёт 1 Отчёт 2 |          |

## Плей-офф за 5-8 места

### Полуфиналы
| Венгрия | 1 : 4           | Беларусь |
| ------- | --------------- | -------- |
|         | Отчёт 1 Отчёт 2 |          |

| Украина | 9 : 7           | Румыния |
| ------- | --------------- | ------- |
|         | Отчёт 1 Отчёт 2 |         |

### Матч за 7-е место
| Венгрия | 15 : 7          | Румыния |
| ------- | --------------- | ------- |
|         | Отчёт 1 Отчёт 2 |         |

### Матч за 5-е место
| Беларусь | 2 : 2 (доп. вр.) | Украина |
| -------- | ---------------- | ------- |
|          | Отчёт 1 Отчёт 2  |         |
| Пенальти |                  |         |
|          | 3 : 1            |         |

## Чемпионский плей-офф

### Полуфиналы
| Швейцария | 5 : 4 (доп. вр.) | Испания |
| --------- | ---------------- | ------- |
|           | Отчёт 1 Отчёт 2  |         |

| Россия                                                                                | 5 : 3           | Италия                                 |
| ------------------------------------------------------------------------------------- | --------------- | -------------------------------------- |
| Д. Шишин 13′ · А. Фрайнетти 20′ (авт.) · Ю. Крашенинников 24′, 29′ · А. Перемитин 27′ | Отчёт 1 Отчёт 2 | Г. Гори 2′ (пен.), 7′ · М. Маруччи 29′ |

### Матч за 3-е место
| Испания                                                     | 4 : 5           | Италия                                                                    |
| ----------------------------------------------------------- | --------------- | ------------------------------------------------------------------------- |
| М. Антонио 2′ · Э. Каррера 12′ · Г. Льоренц 24′ · Куман 33′ | Отчёт 1 Отчёт 2 | Э. Зурло 1′ · Д. Рамачиотти 3′, 36′ · П. Пальмачи 17′ · Ф. Корозинити 35′ |

### Финал
| Швейцария                                               | 5 : 6           | Россия                                                                                |
| ------------------------------------------------------- | --------------- | ------------------------------------------------------------------------------------- |
| М. Ягги 20′, 30′ · Ф. Борер 29′ · Д. Станкович 31′, 35′ | Отчёт 1 Отчёт 2 | А. Крутиков 8′ · М. Чужков 8′ · А. Макаров 16′, 23′ · А. Перемитин 16′ · Д. Шишин 35′ |

## Победитель
| Победитель квалификации чемпионата мира по пляжному футболу 2015 (УЕФА) |
| Россия Первый титул                                                     |

## Индивидуальные награды
| Лучший игрок (MVP) | Лучший игрок (MVP) | Лучший игрок (MVP) | Лучший игрок (MVP) |
| ------------------ | ------------------ | ------------------ | ------------------ |
| Дарио Рамачиотти   |                    |                    |                    |
| Лучший бомбардир   |                    |                    |                    |
| Деян Станкович     |                    |                    |                    |
| 21 гол             |                    |                    |                    |
| Лучший вратарь     |                    |                    |                    |
| Валентин Ягги      |                    |                    |                    |

## Итоговое положение команд
| Место | Команда     |
| ----- | ----------- |
| 1     | Россия      |
| 2     | Швейцария   |
| 3     | Италия      |
| 4     | Испания     |
| 5     | Беларусь    |
| 6     | Украина     |
| 7     | Венгрия     |
| 8     | Румыния     |
| 9     | Турция      |
| 10    | Германия    |
| 11    | Эстония     |
| 12    | Англия      |
| 13    | Азербайджан |
| 14    | Франция     |
| 15    | Польша      |
| 16    | Греция      |